# Hamilton Othanel Smith
Hamilton Othanel Smith (Nova York, EUA, 23 d'agost de 1931) és un microbiòleg i genetista estatunidenc guardonat el 1978 amb el Premi Nobel de Medicina o Fisiologia pel seu descobriment dels enzims de restricció.

## Biografia
Després d'estudiar matemàtiques a les universitats d'Illinois i Berkeley el 1952, decidí ingressar a la Universitat Johns Hopkins de Baltimore per estudiar medicina, on es llicencià el 1956.
Les seves recerques mèdiques giren, fonamentalment, al voltant de la investigació en biologia molecular, treballant inicialment a la Universitat Johns Hopkins, en el departament de Microbiologia, juntament amb Daniel Nathans. El 1975 decidí traslladar-se a treballar al laboratori de biologia molecular de la Universitat Politècnica de Zuric, i allà arribà a confirmar les teories de Werner Arber al descobrir un enzim de restricció produït pel bacteri Haemophilus influenzae. Per aquest descobriment fou guardonat el 1978 amb el Premi Nobel de Medicina o Fisiologia juntament amb Daniel Nathans i Werner Arber.
Posteriorment esdevingué un dels principals investigadors en genòmica, quan el 1995 ell i el seu equip de l'The Institute for Genomic Research (Institut de Recerca Genòmica) van arribar a completar la primera seqüència del genoma del bacteri Haemophilus influenzae. Aquesta bacteri fou la mateixa en la qual Smith descobrí els enzims de restricció als anys setanta. Aquesta troballa inicià el camí de l'Institut per aconseguir desxifrar els primers genomes, i a partir de 1998 amb la seqüència del genoma humà iniciat per l'empresa Celera Genomics.
El 2001 fou guardonat amb el Premi Príncep d'Astúries d'Investigació Científica i Tècnica, juntament amb Jean Weissenbach, Craig Venter, John Sulston i Francis Collins, pels "seus estudis sobre el desxiframent del genoma humà, lliurement i sense restriccions, en benefici de tota la humanitat".